# Енона
Ено́на (грец. Oinone) — дочка бога троянської річки Кебрена (або Ойнея), перша дружина Паріса, що народила від нього сина Коріта. Мала дар віщування та лікування, не радила Парісові їхати по Єлену, бо передбачала загибель Трої. Ображена зрадою Паріса, відмовилася зцілити його від завданої Філоктетом смертельної рани. Коли Паріс помер, Енона в розпачі повісилася (варіант: кинулася в поховальний вогонь). За іншою версією, коли виріс Коріт, Енона відіслала його в Трою, де в юнака закохалася Єлена. Паріс, не впізнавши сина, убив його в спальні дружини, через те Енона не врятувала свого колишнього чоловіка від смерті.